# Stała trwałości kompleksu
Stała trwałości kompleksu – stała równowagi dynamicznej dla reakcji tworzenia kompleksu.

## Stała trwałości
Atom centralny {\displaystyle M} w serii reakcji z ligandami {\displaystyle L} może utworzyć związek kompleksowy {\displaystyle ML_{n}.}
Rozróżnia się stałe stopniowe opisujące równowagę dynamiczną przyłączenia kolejnego ligandu oraz stałe całkowite (stałe sumaryczne) dla reakcji sumarycznych:
- {\displaystyle M+L\rightleftarrows ML}

stopniowa stała trwałości {\displaystyle k_{1}={\frac {[ML]}{[M][L]}}}
całkowita stała trwałości {\displaystyle \beta _{1}={\frac {[ML]}{[M][L]}}=k_{1}}
- {\displaystyle ML+L\rightleftarrows ML_{2}} oraz reakcja sumaryczna {\displaystyle M+2L\rightleftarrows ML_{2}}

stopniowa stała trwałości {\displaystyle k_{2}={\frac {[ML_{2}]}{[ML][L]}}}
całkowita stała trwałości {\displaystyle \beta _{2}={\frac {[ML_{2}]}{[M][L]^{2}}}=k_{1}\cdot k_{2}}
{\displaystyle \ldots }
- {\displaystyle ML_{n-1}+L\rightleftarrows ML_{n}} oraz reakcja sumaryczna {\displaystyle M+nL\rightleftarrows ML_{n}}

stopniowa stała trwałości {\displaystyle k_{n}={\frac {[ML_{n}]}{[ML_{n-1}][L]}}}
całkowita stała trwałości {\displaystyle \beta _{n}={\frac {[ML_{n}]}{[M][L]^{n}}}=k_{1}\cdot k_{2}\cdot \ldots \cdot k_{n}}
W roztworze zawsze obecne są wszystkie formy kompleksu, jednak w przypadku niektórych kompleksów pewne ich formy są tak trwałe, a jednocześnie pozostałe stanowią znikomy ułamek całości, że podaje się jedynie jedną wartość stałej trwałości dla formy której jest najwięcej (np. heksacyjanożelaziany żelaza – zob. żelazicyjanki i żelazocyjanki).

## Bilans form kompleksu
Bilans ilości metalu – zakładamy, że tworzą się tylko kompleksy tzw. jednordzeniowe (z jednym atomem centralnym metalu):
{\displaystyle C_{M}=[M]+[ML]+[ML_{2}]+\ldots +[ML_{n}].}
Bilans ilości ligandu:
{\displaystyle C_{L}=[L]+1\cdot [ML]+2\cdot [ML_{2}]+\ldots +n\cdot [ML_{n}],}
gdzie:
- {\displaystyle C_{M}} – całkowite stężenie metalu w roztworze,
- {\displaystyle C_{L}} – całkowite stężenie ligandu w roztworze,
- [M] stężenie wolnego metalu,
- {\displaystyle [ML_{k}]} stężenie formy kompleksu, {\displaystyle ML_{k}=\beta _{k}[M][L]^{k},}
- {\displaystyle [L]} stężenie wolnego ligandu.

Stąd łatwo otrzymamy zależność stężenia wolnego jonu centralnego (metalu) [M] w zależności o równowagowego stężenia wolnego ligandu {\displaystyle [L]{:}}
{\displaystyle [M]=C_{M}{\frac {1}{1+\beta _{1}[L]^{1}+\beta _{2}[L]^{2}+\ldots +\beta _{n}[L]^{n}}}=C_{M}{\frac {1}{1+\sum _{j=1}^{n}\beta _{j}[L]^{j}}}.}
Dla poszczególnych form kompleksu [MLi] otrzymamy więc:
{\displaystyle [ML_{i}]=C_{M}{\frac {\beta _{i}[L]^{i}}{1+\sum _{j=1}^{n}\beta _{j}[L]^{j}}}.}
Dla wszystkich form metalu ({\displaystyle i=0..n} – kompleksy i forma nieskompleksowana) ich zawartości określone jako ułamki molowe całej ilości {\displaystyle M} (czyli {\displaystyle C_{M}}) są zależne jedynie od stężenia wolnego ligandu:
{\displaystyle x_{ML_{i}}={\frac {[ML_{i}]}{C_{M}}}=f([L]).}
Ta zależność obowiązuje tylko dla kompleksów jednordzeniowych, dla kompleksów typu {\displaystyle M_{n}L_{m}} w powyższym wzorze występuje również stężenie metalu.
Przy wykorzystaniu tych prostych zależności można określić obszary występowania poszczególnych form kompleksów i gdy któraś z form wyraźnie przeważa pomijać w rozważaniach formy pozostałe. Robi się tak m.in. dla bardzo trwałych kompleksów żalazocyjanianowych(II) i (III) (patrz żelazocyjanki i żelazicyjanki), dla których rozważa się jedynie formy heksacyjanożelazianowe (II) i (III).

## Stała nietrwałości
Stałe reakcji rozpadu kompleksu określane są jako stałe nietrwałości kompleksu, a ich wartości są odwrotnością odpowiednich stałych trwałości.